# Warszawski Festiwal Piwa
Warszawski Festiwal Piwa – jeden z najważniejszych polskich festiwali browarów rzemieślniczych, organizowany od 2014 r. w Warszawie przez Pawła Leszczyńskiego, b. prezesa Mazowieckiego Oddziału Terenowego PSPD, prezesa Stowarzyszenia na rzecz Polskiego Kunsztu Rzemieślniczego Wolny Kraft i (do 2021 roku) Jacka Materskiego, współwłaściciela Browaru Artezan. Stałym miejscem festiwalu jest od drugiej edycji strefa konferencyjna na Miejskim Stadionie Legii Warszawa. Jedynie pierwsza edycja odbyła się w innym miejscu, na Mokotowie, w hali na terenie nieistniejącego już Centrum Konferencyjno-Targowego przy ul. Domaniewskiej 37a czyli na tzw. Mordorze. Corocznie festiwal ma dwie edycje – wiosenną, odbywającą się zwykle na początku kwietnia, oraz jesienną, zwykle w październiku. Ze względu na ograniczoną przestrzeń, liczba wystawców jest, mniej więcej, stała – na festiwalu wystawia się ok. 60 browarów polskich, 2–3 zagraniczne i 2–3 importerów piwa oraz ok. 17 food trucków. Przez trzy dni (od czwartku do soboty) na ponad 530 kranach, serwowanych jest około 1300-1500 różnych, lanych piw rzemieślniczych, z czego około 300 to premiery. Na każdej edycji prezentowana jest limitowana seria specjalnego szkła festiwalowego z nadrukiem.

## Idea festiwalu
Od pierwszej edycji WFP ma wyraźnie zarysowaną linię ideową, co pozwala mu się wyróżnić spośród licznych festiwali piwa w Polsce i za granicą. W przeciwieństwie do na przykład bardzo znanego niemieckiego festiwalu Oktoberfest, gdzie serwowane są powszechnie znane piwa wyłącznie z 6 browarów, na Warszawski Festiwal Piwa rotacyjnie zapraszane są małe, rzemieślnicze browary, które mają okazję zaprezentować swoje specjalności. Ważną cechą festiwalu jest zasada, że zaproszone browary muszą być reprezentowane przez piwowara lub (współ)właściciela, co gościom festiwalu daje możliwość nie tylko skosztowania piw, ale również poznania ich autorów. Ponadto w celu łatwej identyfikacji browarów i piw obowiązuje zasada, że każde stanowisko na festiwalu przynależy tylko do jednego browaru czyli niedozwolone są tzw. stanowiska łączone, na których serwowane są piwa z różnych browarów – jedyny wyjątek stanowią stanowiska importerów piw zagranicznych. 
Swoje credo festiwalowe organizatorzy WFP zaprezentowali w wywiadzie dla Pulsu Biznesu:

Stawiamy na artystów-rzemieślników i piwowarów od początku do końca obecnych w procesie tworzenia piwa. Zapraszamy browary warzące piwa unikatowe, których nie da się dostać w sklepach. Ten festiwal to wizytówka polskiego piwowarstwa. Pojawiają się na nim najnowsze trendy i smaki, które inspirują pozostałe browary.

W ramach WFP organizowane są warsztaty dotyczące sztuki degustacji piwa, analizy sensorycznej, profesjonalnej oceny jak również warsztaty tematyczne dotyczące konkretnego stylu, cechy piwa lub danego surowca. Każdorazowo dostępne są również wykłady, wywiady lub debaty podsumowujące lub prezentujące różne wydarzenia, zjawiska czy tendencje na szeroko pojętej scenie piwa w Polsce i na świecie.

## Historia

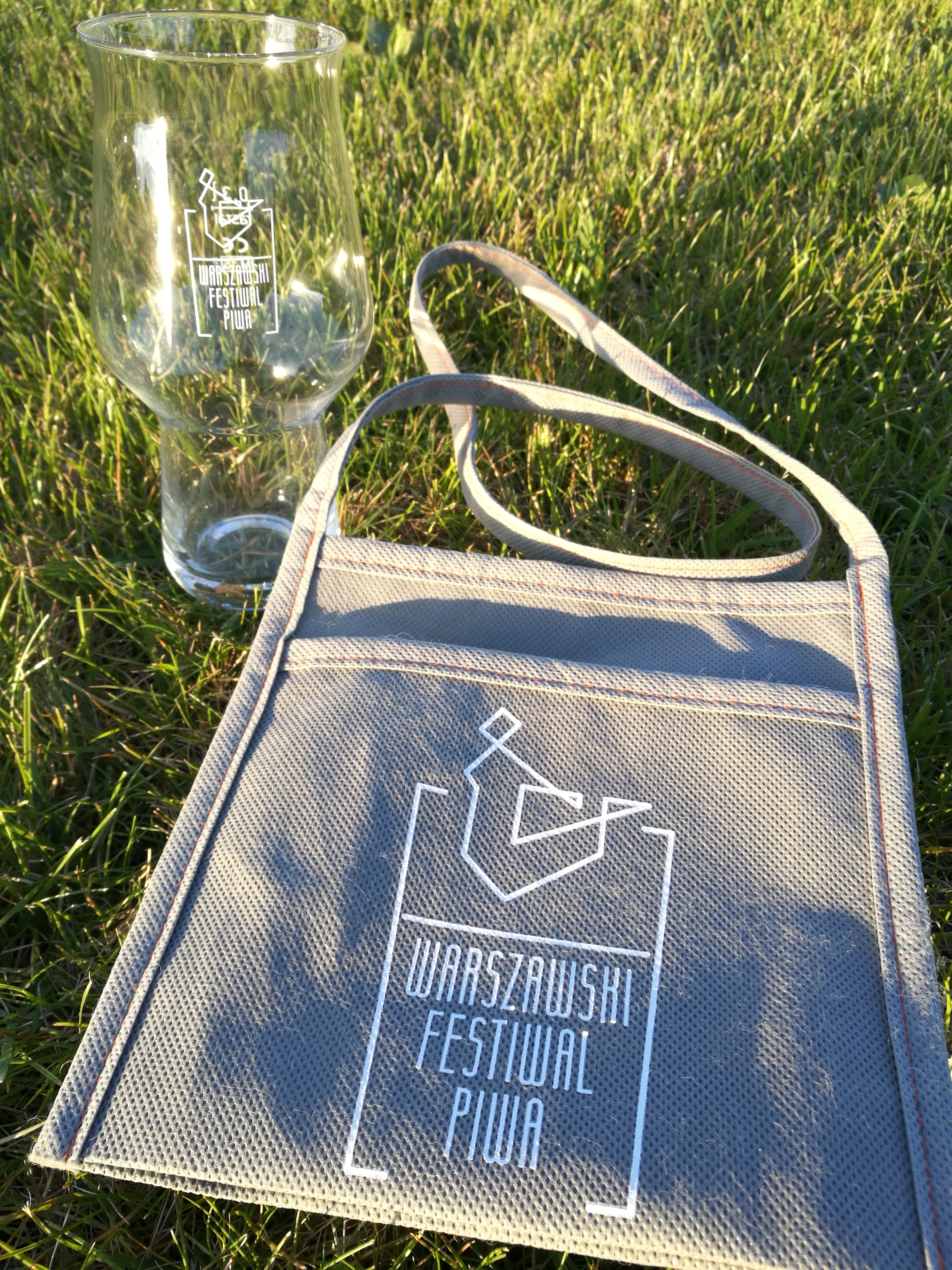
Szklanka festiwalowa i tzw. kangurek do jej trzymania na szyi

| Edycja festiwalu | Data              | Liczba uczestników | Uwagi                                                                       |
| ---------------- | ----------------- | ------------------ | --------------------------------------------------------------------------- |
| WFP1             | 10–12 X 2014 r.   | 7,5 tys.           | pierwszy festiwal na ul. Domaniewskiej                                      |
| WFP2             | 24–26 IV 2015 r.  | 14 tys.            |                                                                             |
| WFP3             | 15–17 X 2015 r.   | 12 tys.            | od tej edycji festiwal organizowany jest w dniach czwartek – sobota         |
| WFP4             | 7–9 IV 2016 r.    | 19 tys.            |                                                                             |
| WFP5             | 13–15 X 2016 r.   | 16 tys.            |                                                                             |
| WFP6             | 6–8 IV 2017 r.    | 20 tys.            |                                                                             |
| WFP7             | 21–23 IX 2017 r.  | 14 tys.            |                                                                             |
| WFP8             | 24–26 V 2018 r.   | 13 tys.            |                                                                             |
| WFP9             | 26–28 X 2018 r.   | 15 tys.            |                                                                             |
| WFP10            | 4–6 IV 2019 r.    | 18 tys.            |                                                                             |
| WFP11            | 24–26 X 2019 r.   | 16 tys.            |                                                                             |
| WFP12            | 26–28 III 2020 r. | -                  | Planowana w marcu edycja nie odbyła się ze względu na pandemię koronawirusa |
| WFP12            | 7–9 X 2021 r.     | 13 tys.            |                                                                             |
| WFP13            | 24–26 III 2022 r. | 14 tys.            |                                                                             |
| WFP14            | 13–15 X 2022 r.   | 17 tys.            |                                                                             |
| WFP15            | 23–25 III 2023 r. | 17 tys.            |                                                                             |
| WFP16            | 19-21 X 2023 r.   | 17 tys.            |                                                                             |
| WFP17            | 21-23 III 2024 r. | 17 tys.            |                                                                             |
| WFP18            | 17-19 X 2024 r.   | 16 tys.            |                                                                             |
| WFP19            | 3-5 IV 2025 r.    |                    |                                                                             |